# Kepler-186
Kepler-186 è una nana rossa di tipo spettrale M1 di sequenza principale, situata a circa 580 anni luce dalla Terra, nella costellazione del Cigno. La stella è leggermente più fredda rispetto al Sole, con all'incirca metà della sua metallicità.

## Sistema planetario
Al 2014, sono noti 5 pianeti che orbitano intorno a Kepler-186, incluso il primo pianeta delle dimensioni della Terra che si trova nella zona abitabile, denominato Kepler-186 f. La stella ospita altri quattro pianeti: Kepler-186 b, c, d, che a differenza di Kepler-186 f, sono troppo vicini e troppo caldi per poter avere dell'acqua liquida in superficie, e sono probabilmente in rotazione sincrona, volgendo sempre lo stesso emisfero verso la stella madre. Il pianeta f invece, a differenza degli altri quattro, data la sua maggiore distanza dalla stella madre probabilmente non subisce effetti gravitazionali così intensi da fargli rallentare in modo così accentuato la sua rotazione su se stesso, evitandogli così per ora di entrare in rotazione sincrona.
Simulazioni sulla formazione di pianeti hanno evidenziato come probabilmente potrebbe esserci un altro pianeta addizionale di piccola massa tra Kepler-186 e e Kepler-186 f. Se esistesse veramente, questo pianeta non potrebbe essere troppo massiccio rispetto alla Terra, perché ciò comporterebbe un'eccessiva instabilità della sua orbita. Calcoli effettuati utilizzando la legge di Titius-Bode e la legge di Dermott porterebbero a ipotizzare la presenza di altri pianeti nel sistema, due piccoli tra e e f e uno più grande all'esterno di f.
Sotto, un prospetto del sistema: le masse sono indicative, non è nota la composizione chimica dei pianeti e della loro struttura interna, i raggi sono stati rivisti dopo le misurazioni del satellite Gaia sulla distanza della stella.
| Pianeta                                                    | Tipo        | Massa   | Raggio   | Periodo orb. | Sem. maggiore | Eccentricità |
| ---------------------------------------------------------- | ----------- | ------- | -------- | ------------ | ------------- | ------------ |
| b                                                          | Super Terra | 1,24 M⊕ | 1,392 r⊕ | 3,8867907    | 0,0343        | 0            |
| c                                                          | Super Terra | 2,1 M⊕  | 1,568 r⊕ | 7,267302     | 0,0451        | 0            |
| d                                                          | Super Terra | 2,54 M⊕ | 1,179 r⊕ | 13,342996    | 0,0781        | 0            |
| e                                                          | Super Terra | 2,15 M⊕ | 1,396 r⊕ | 22,407704    | 0,11          | 0            |
| f                                                          | Super Terra | 1,71 M⊕ | 1,438 r⊕ | 129,9459     | 0,356         | 0,04         |
| Prospetto delle distanze dei pianeti dalla stella centrale |             |         |          |              |               |              |